# 73 Orionis
73 Orionis är en blåvit ljusstark jätte i stjärnbilden Orion.
73 Orionis har visuell magnitud +5,47 och är synlig för blotta ögat vid god seeing. Den befinner sig på ett avstånd av ungefär 1165 ljusår.